# 费迪南德·格奥尔格·弗罗贝尼乌斯
費迪南德·格奧爾格·弗羅貝尼烏斯（德語：Ferdinand Georg Frobenius，1849年10月26日—1917年8月3日），又译弗洛比尼斯、弗罗贝纽斯，德國數學家。他在微分方程理論和群論的成就是他最主要的貢獻。
弗羅貝尼烏斯生於柏林市郊的夏洛滕堡。他畢業於柏林大學。他於1870年完成的畢業論文是關於微分方程的解。指導教授是魏爾施特拉斯。其後幾年他在柏林任教，然後接受蘇黎世Polytechnicum（現為苏黎世联邦理工学院）的聘用。1893年他回到柏林，被選為普魯士科學院院士。

## 對群論的貢獻
群論是弗羅貝尼烏斯後期的一項主要工作。他的特別貢獻之一是證明了抽象群的西罗定理。以前的證明僅針對置換群。他的西罗第一定理（證明西罗群的存在）直到今天還在使用。
更重要的是他創造了群的特徵和群表示。這些是研究群結構的基礎工具。這些工作導致了弗羅貝尼烏斯互反律和弗羅貝尼烏斯群的定義。